# 西鉄香椎花園

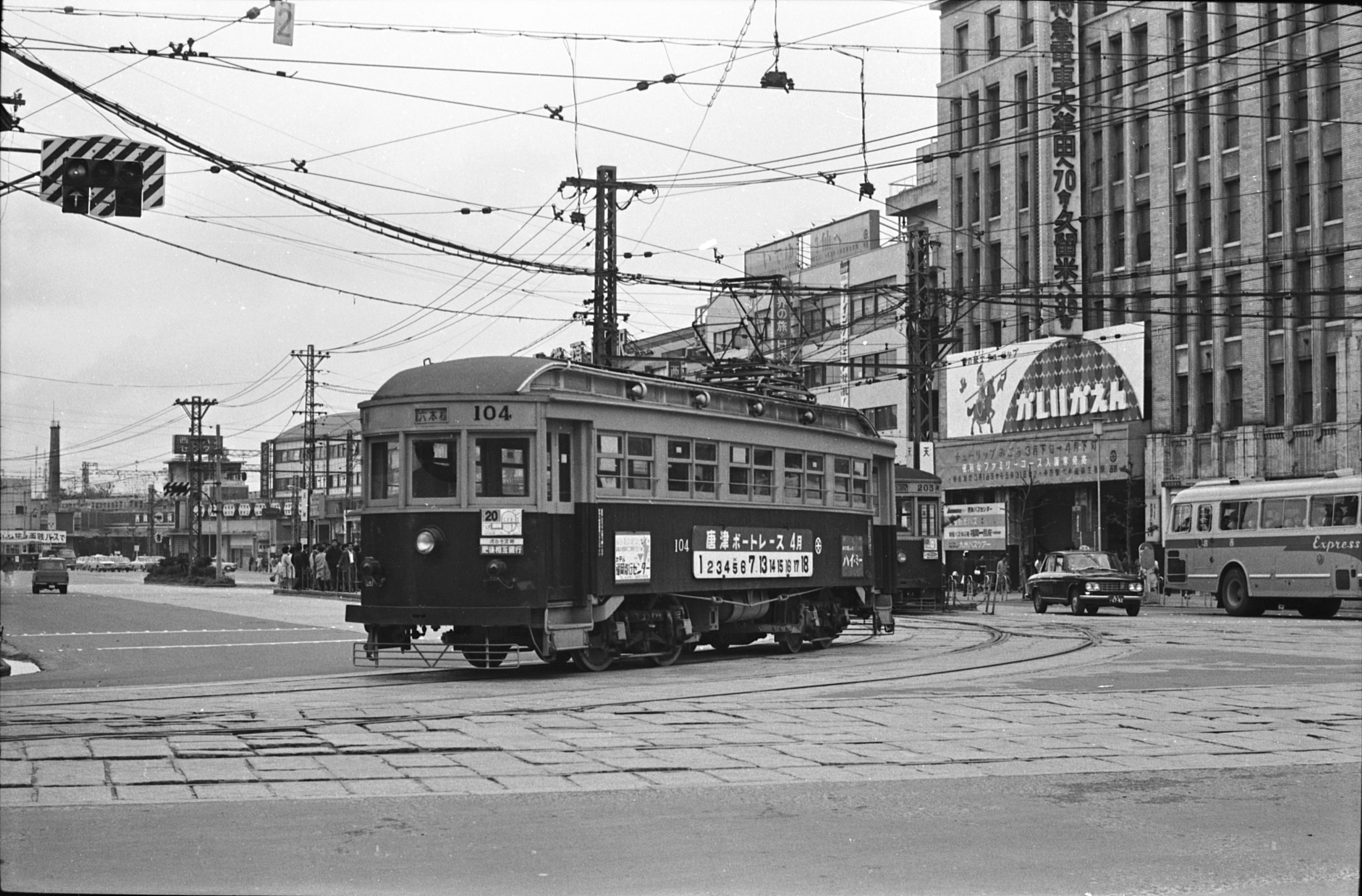
1965年（昭和40年）の天神交差点
右奥に「チューリップみごろ3月下旬→4月上旬」と書かれたかしいかえんの広告が掲げられている。

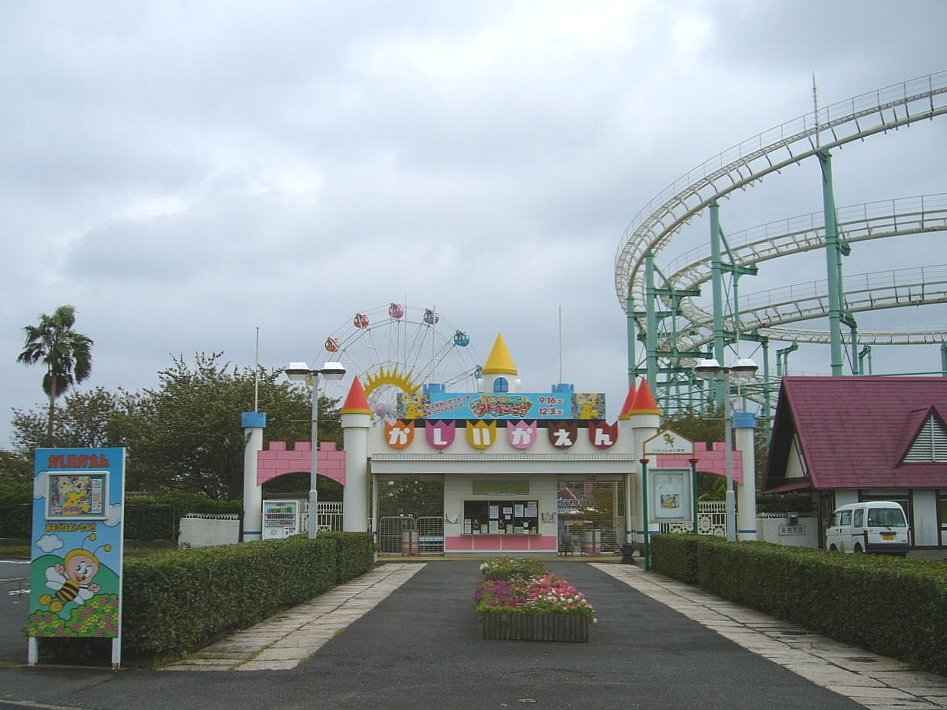
旧・かしいかえん時代の正門

西鉄香椎花園（にしてつかしいかえん）は、福岡県福岡市東区香住ヶ丘七丁目2番1号に存在していた遊園地。西日本鉄道（西鉄）が運営し、一般にはひらがな表記で「かしいかえん」または「かしいかえん シルバニアガーデン」と表記される。経営計画見直しのため西鉄が閉園を決断し、2021年12月30日をもって閉園。

## 概説
「花の遊園地」を称し、園内には花が絶えない。5月上旬には全長90mあるバラのトンネルを見ることができ、どちらかといえば、家族連れや小さな子供向けの遊園地であった。
1938年（昭和13年）に西鉄の前身会社のひとつ博多湾鉄道汽船が「香椎チューリップ園」として開園した。太平洋戦争中の1943年に一度閉鎖され従業員の食糧自給のための農園に転用されたが、1956年（昭和31年）に「香椎花園」として改めて開園した。1980年代後半には、隣接する香椎球場の跡地を利用して拡張した。
1985年度の57万人をピークに入場者数の減少が続き、2007年度には24万4000人まで減少、2000年代の収支は年間約1億円の赤字で推移していた。このため、てこ入れ策として2008年（平成20年）12月31日から休園して改装工事を実施し、2009年3月7日にシルバニアファミリーの世界観を取り入れた『かしいかえんシルバニアガーデン』としてリニューアルオープンした。
2016年11月24日から改装のため休園、2017年3月16日にリニューアルオープンし、400種類10万ポットの花を入れた。観覧車を代替するとともに3機種の新規遊具を導入、秋にはパークゴルフ場も開設した。しかしレジャーの多様化や施設の老朽化、新型コロナウイルス感染症の流行による利用客減少に鑑み、2021年12月30日をもって閉園。これに伴い福岡市内から遊園地が消滅、福岡都市圏の遊園地は太宰府市にあるだざいふ遊園地のみとなった。なかよし動物ランドにいたヤギはだざいふ遊園地へ移転。
跡地は、2022年4月15日から再開発着工までの間、キャンプ場やドッグラン、ワーケーションサイト、アスレチックサイト等を備えた「かしいのはまビレッジ」（西鉄エージェンシー運営）として2024年12月31日まで期間限定営業した。

## 鉄道車両の保存
2012年7月13日に北九州線で使用されていた323形324と600形621を保存した「レトロ電車パーク」を設置し、土日祝日は有料で車内に入ることもできた。
かつては福岡市内線で使用されていた200形201と1000形1001ABが1975年の同線大幅廃止後に保存されていたが、老朽化が進み解体された。

## 施設情報（営業時のもの）

### 主な施設とアトラクション
「シルバニアガーデン」は、森の動物たちをテーマにしたエポック社のオリジナルキャラクター『シルバニアファミリー』のテーマパークである。同キャラクターのテーマパークは静岡県裾野市にある遊園地『ぐりんぱ』（富士急行が運営）内にある『シルバニアビレッジ』に次いで日本国内2カ所目の導入で、西日本では初めてとなる。
また、シルバニアファミリーの他に、催事館内には東映が運営する、スーパー戦隊シリーズや平成仮面ライダーシリーズのテーマパーク『ヒーローチャレンジパーク』も新たに導入された。これは九州の遊園地では初めてである。同「ヒーローチャレンジパーク」は2011年3月5日から『スーパーヒーローアスレチックランド』にリニューアルされている。
「シルバニアガーデン」開園後、毎年3月頃に園内で行われているシルバニアファミリーショーの演目内容が更新されたり、園内遊具の更新が行われている。また、シルバニアガーデンのオリジナルキャラクター「はなぞのウサギ」によるグリーティングやショーも定期的に開催され、地域の子供たちや大人にも親しまれている。
アトラクション
- ペガサス
- ゴーカート
- ターバンメイズ（スロープ式立体迷路）
- バッテリーカー
- 森の鉄道
- トーマス列車
- バッテリーカー
- 観覧車
- メリーカップ
- モンスター
- ふわふわぞうさん
- ダックス
- ビートくんのブンブンコースター
- 花のメリーゴーランド
- レディ・バード
- スーパーチェアー
- シマネコくんのわくわく冒険号
- くるみリスくんのどきどき木のぼり
- へリサイクル
- トランポリン
- お空のドライブ
- クレージープレイン
- コロン☆ブース道場
- スーパーコロン☆ブース道場
- あかりの灯る大きな家（等身大のシルバニアのお家/有料）
- 森のようちえん（室内で工作教室などを開催/有料、日にち限定）
- 森の洋服屋さん（シルバニアのレンタル衣装を着て写真撮影が可能/有料）
- スーパーヒーローアスレチックランドＮＥＯ（特撮キャラクターの屋内アスレチックパーク）
- レジャープール（夏季のみ営業、別途利用料などが必要）
- なかよし動物ランド（ウサギやヤギ、モルモットなどの動物とふれあえる）

レストラン
- クローバーガーデン（バーベキュー、九州各地から季節のうまいもんが大集合）
- シルバニア森のキッチン（ファミリー向けのメニューやキッズ向けのメニューを提供、喫茶営業もあり）
- こだわり店長のハンバーガーワゴン（ハンバーガーやフライバスケット、ホットドッグなどを提供）
- 大テント内フードショップ（季節/期間限定）（たこ焼き、ソフトドリンクスタンドなどをイベントに合わせて出店）

売店・その他
- フラワータワー
- フラワーキャッスル
- 癒しの庭園
- フラワーゲート
- 緑の動物園（トピアリー19体を配置）
- フラワーロード
- グリーン＆フラワーアーチ
- 正門ゲート売店（菓子類他、小物グッズ販売）
- トーマスステーション（きかんしゃトーマスのグッズを取り扱っている専門店）
- ヒーロー売店（スーパーヒーローアスレチックランド内に併設）
- シルバニア森のマーケット（シルバニアガーデンオリジナルグッズや各種シルバニアファミリー商品を販売）
- トイレ（園内4箇所に設置、おむつ取替え用のためのベビーベッドも常設）
- 公衆電話（サービスセンターに併設、硬貨式。テレホンカードは利用不可）
- 喫煙所
- 授乳室（サービスセンターに併設、給湯用電気ポットも常設）
- おむつコーナー（サービスセンターに併設）
- 救護室（サービスセンターに併設）
- コインロッカー（サービスセンターに併設、200円から）
- のりもの券売場（サービスセンターは人員対応、その他は自販機方式）
- AED設備（サービスセンターに併設）
- ベビーカー貸し出し（有料、1日1000円。返却時に預かり金700円が戻って来る）
- ひだまり広場（ファミリーによるピクニックなどが可能な広場）
- こもれび広場（シルバニアファミリーショーを実施）

常設のイベント
- シルバニアファミリーショー（平日は昼12:00からの1回／土日祝日は昼12:00からと15:00からの2回、こもれび広場で開催、雨天時と荒天時は中止の場合あり）
- シルバニアキャラクターグリーティング（平日・土日・祝日共に開催。但し時間や出演キャラクターは現地で要確認。雨天時と荒天時は中止の場合あり）

季節のイベント
- こんにちは！森のなかよしパーティー（ののはなウサギ、しおかぜウサギなどの「地方限定のシルバニアキャラクター」が会するイベントグリーティング、不定期開催）

### 交通アクセス
営業時点での情報。
- 西鉄貝塚線香椎花園前駅から徒歩約1分。
- JR鹿児島本線千早駅から西鉄バス無番香椎花園・牧の鼻方面行き乗車、香椎花園バス停から徒歩約1分。
- 福岡方面から：都市高速香椎浜出口から直進1.2キロメートル。
- 北九州方面から：国道3号香椎手前信号（御島橋）を右へ500メートル。
- 九州自動車道、太宰府インターチェンジ、福岡インターチェンジから都市高速経由で香椎浜出口から直進1.2キロメートル。
- タクシー利用の場合はJR博多駅前から約25分、料金は片道3500円程度。

### 付随情報
- 園内ではクレジットカードは利用できないが、一部に設置されている自動販売機と2箇所のゲートでの入園券とフリーパスの購入にはnimoca（交通系ICカード）が利用可能である。nimocaに限り、200円で1ポイントの「nimocaポイント付与」が受けられる。
- 園内の「南ゲート」（南駐車場）の至近には周辺で唯一のコンビニエンスストアがある。
- 夏季営業のみの「レジャープール」は入園料の他に別途、プール利用料などが必要である。

## 閉園後の設備

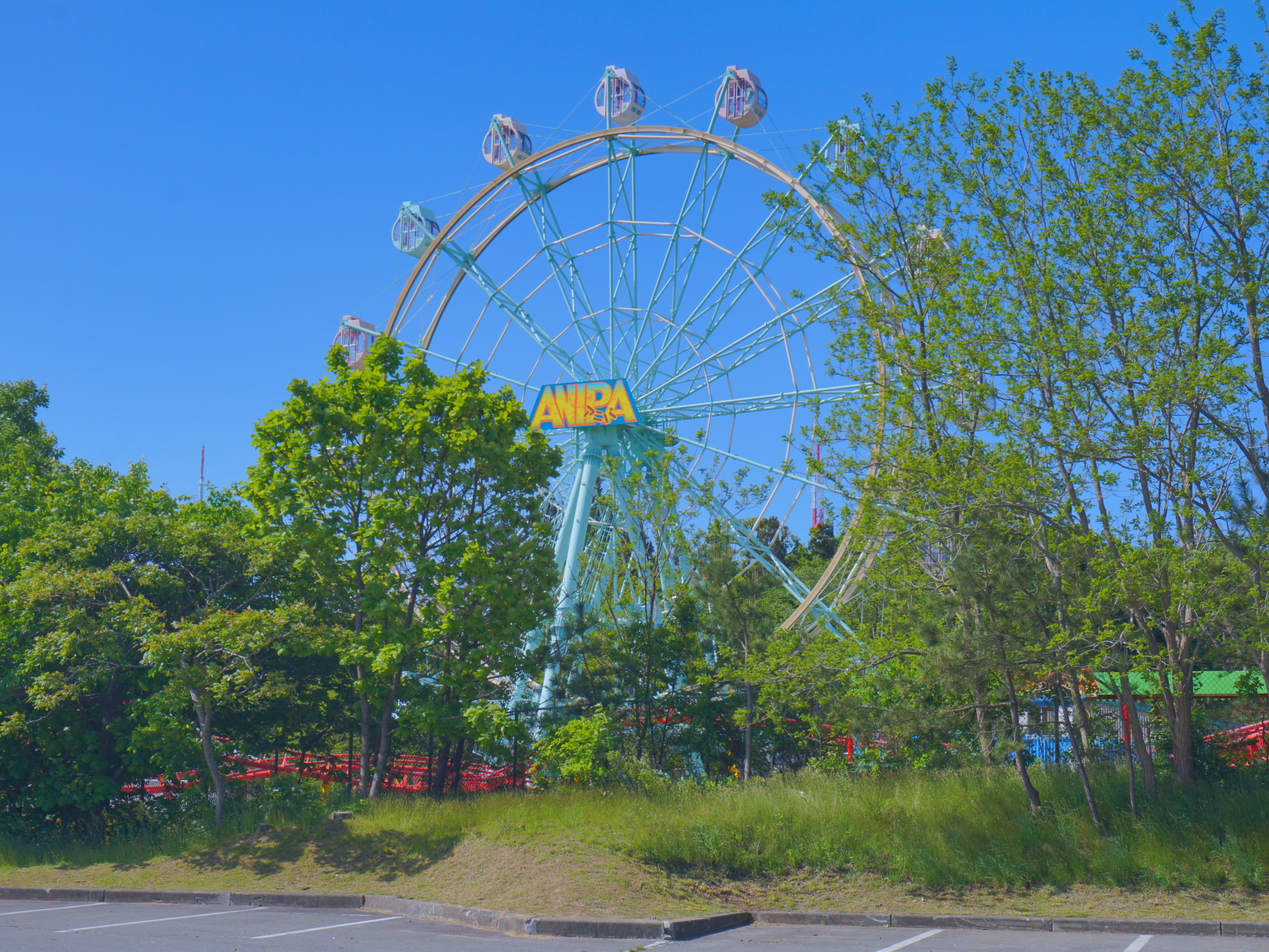
秋田市大森山動物園に移設された観覧車

2021年12月の閉園に伴い、シルバニアファミリーのキャラクター31体は、静岡県裾野市の遊園地「ぐりんぱ」の「シルバニアビレッジ」に移された。
「ダックス」「レディーバード」および設置予定であったが閉園により設置を断念した「観覧車ハッピースカイ」の3機種は、熊本県荒尾市の「グリーンランド」に移設された。
観覧車は秋田市大森山動物園内の遊園地「アニパ」に移設された。
海賊の人形や顔のある木のモニュメントは、福岡県糸島市にあるパン店に移設された。